# Trattbergssjön
Trattbergssjön är en sjö i Örnsköldsviks kommun i Ångermanland och ingår i Gideälvens huvudavrinningsområde. Sjön har en area på 0,092 kvadratkilometer och ligger 337,8 meter över havet. Trattbergssjön ligger vid södra foten av berget och naturreservatet Gammtratten.

## Delavrinningsområde
Trattbergssjön ingår i det delavrinningsområde (708354-161754) som SMHI kallar för Utloppet av Långtjärnen. Medelhöjden är 348 meter över havet och ytan är 9,84 kvadratkilometer. Räknas de 27 avrinningsområdena uppströms in blir den ackumulerade arean 140,11 kvadratkilometer. Lockstaån som avvattnar avrinningsområdet har biflödesordning 3, vilket innebär att vattnet flödar genom totalt 3 vattendrag innan det når havet efter 98 kilometer. Avrinningsområdet består mestadels av skog (91 procent). Avrinningsområdet har 0,32 kvadratkilometer vattenytor vilket ger det en sjöprocent på 3,3 procent.